# Berville (Val-d'Oise)
Pour les articles homonymes, voir Berville.
Berville est une commune française située dans le département du Val-d'Oise, en région Île-de-France.
Ses habitants sont appelés les  Bervillois.

## Géographie

### Description
Berville est un village-rue périurbain du Vexin français, limitrophe de l'Oise, situé à 42 km au nord-ouest de Paris, 16 km au nord de Pontoise, à 28 km au nord de Beauvais, aisément accessible par l'autoroute A16.
Berville fait partie du parc naturel régional du Vexin français et est desservie par le sentier de grande randonnée 11, surnommé le « Grand Tour De Paris ».

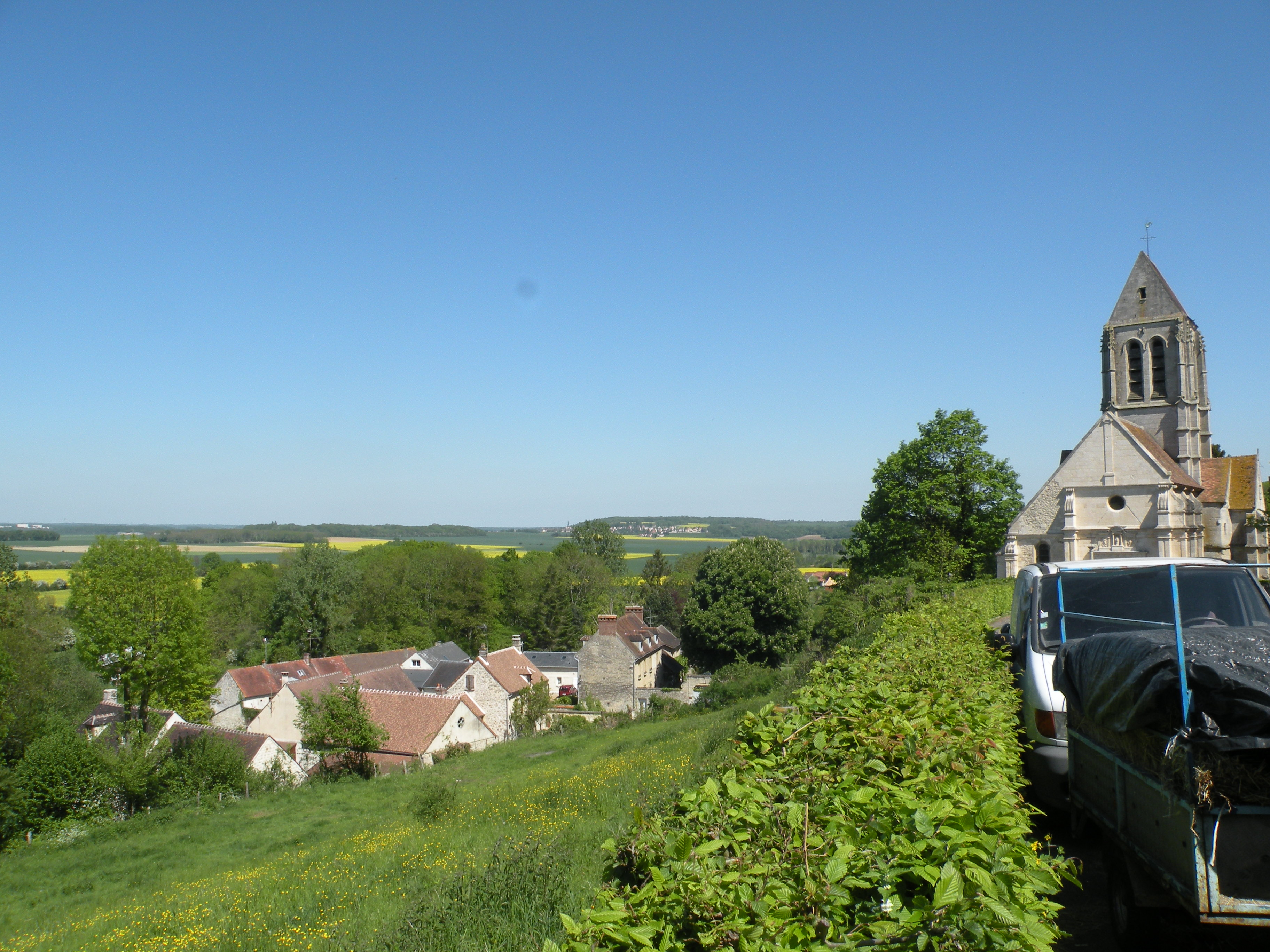
Paysage de la commune.

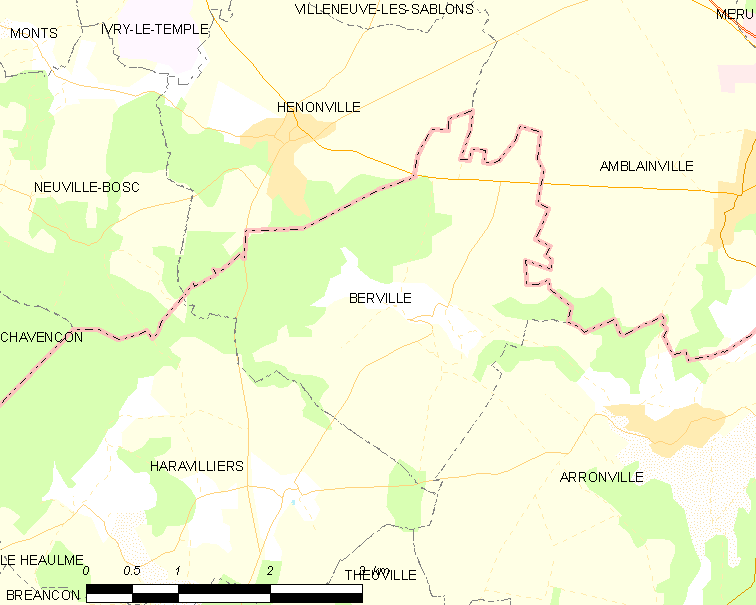
Carte de la commune.
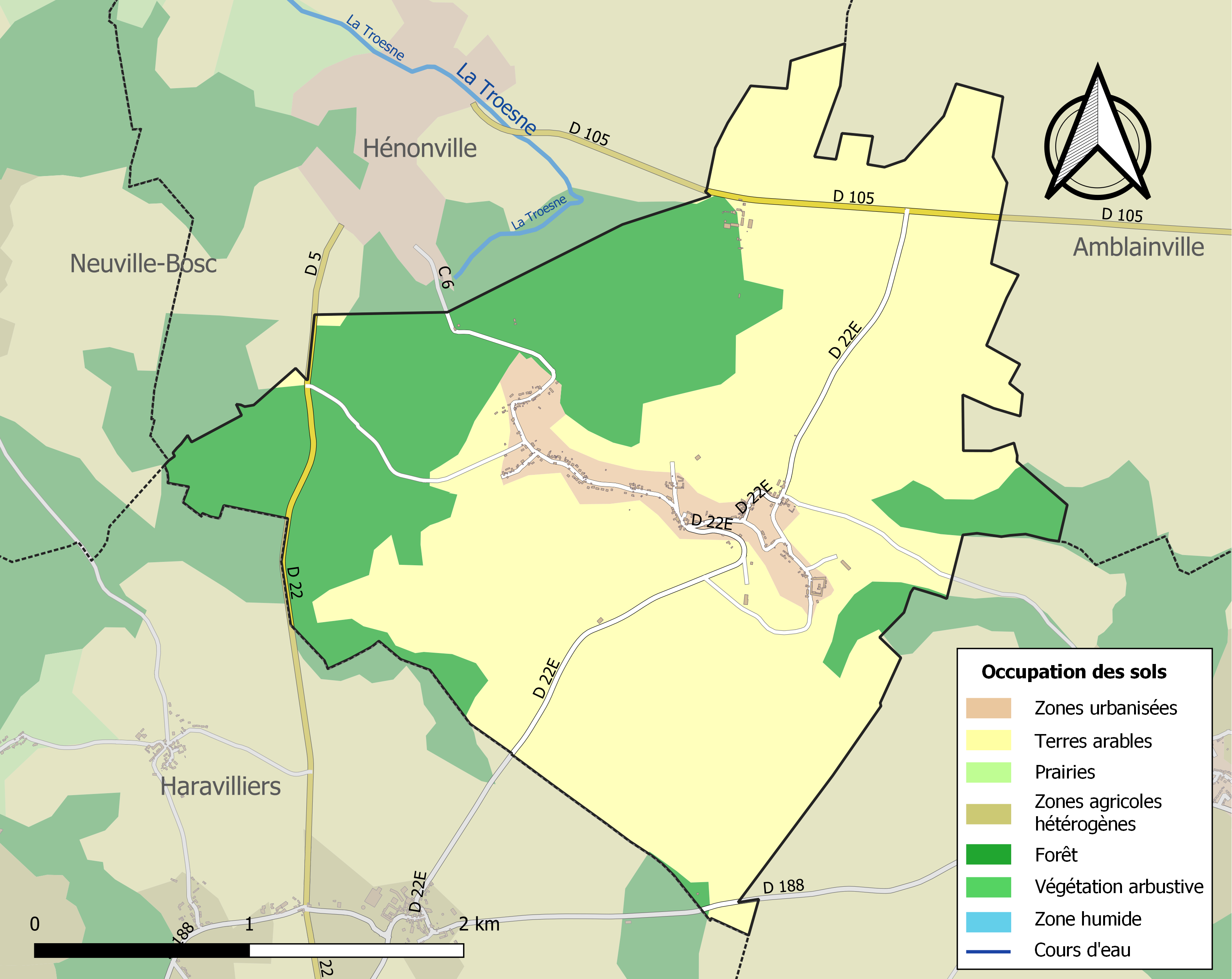
Occupation des sols.

### Communes limitrophes
La commune est limitrophe d'Arronville et Haravilliers dans le département du Val-d'Oise, ainsi que d'Hénonville et Amblainville dans le département voisin de l'Oise.
| Hénonville (Oise) |          | Amblainville (Oise) |
|                   | Berville |                     |
| Haravilliers      |          | Arronville          |

### Hydrographie
La commune est drainée par la Soissonne, dont l'aval porte le nom de Sausseron, un affluent de l'Oise, et donc sous-affluent de la Seine.

### Climat
Pour des articles plus généraux, voir Climat de l'Île-de-France et Climat du Val-d'Oise.
En 2010, le climat de la commune est de type climat océanique dégradé des plaines du Centre et du Nord, selon une étude du CNRS s'appuyant sur une série de données couvrant la période 1971-2000. En 2020, Météo-France publie une typologie des climats de la France métropolitaine dans laquelle la commune est exposée à un climat océanique et est dans la région climatique Sud-ouest du bassin Parisien, caractérisée par une faible pluviométrie, notamment au printemps (120 à 150 mm) et un hiver froid (3,5 °C).
Pour la période 1971-2000, la température annuelle moyenne est de 10,9 °C, avec une amplitude thermique annuelle de 14,6 °C. Le cumul annuel moyen de précipitations est de 695 mm, avec 10 jours de précipitations en janvier et 8 jours en juillet. Pour la période 1991-2020, la température moyenne annuelle observée sur la station météorologique la plus proche, située sur la commune de Boissy-l'Aillerie à 14 km à vol d'oiseau, est de 11,2 °C et le cumul annuel moyen de précipitations est de 635,8 mm,. Pour l'avenir, les paramètres climatiques de la commune estimés pour 2050 selon différents scénarios d'émission de gaz à effet de serre sont consultables sur un site dédié publié par Météo-France en novembre 2022.

## Urbanisme

### Typologie
Au 1er janvier 2024, Berville est catégorisée commune rurale à habitat dispersé, selon la nouvelle grille communale de densité à sept niveaux définie par l'Insee en 2022.
Elle est située hors unité urbaine. Par ailleurs la commune fait partie de l'aire d'attraction de Paris, dont elle est une commune de la couronne,. Cette aire regroupe 1 929 communes,.

### Hameaux et écarts
La commune compte plusieurs hameaux ou écarts : Heurcourt, le Coudray.

## Toponymie
Berville-sur-Auceron.

## Politique et administration

### Rattachements administratifs et électoraux
Rattachements administratifs
Antérieurement à la loi du 10 juillet 1964, la commune faisait partie du département de Seine-et-Oise. La réorganisation de la région parisienne en 1964 fit que la commune appartient désormais au département du Val-d'Oise et à son arrondissement de Pontoise après un transfert administratif effectif au 1er janvier 1968.
Elle faisait partie depuis 1801 du canton de Marines. Dans le cadre du redécoupage cantonal de 2014 en France, cette circonscription administrative territoriale a disparu, et le canton n'est plus qu'une circonscription électorale.
Rattachements électoraux
Pour les élections départementales, la commune est membre depuis 2014 du canton de Pontoise.
Pour l'élection des députés, elle fait partie de la première circonscription du Val-d'Oise.

### Intercommunalité
Berville était membre de la communauté de communes Val de Viosne, un établissement public de coopération intercommunale (EPCI) à fiscalité propre créé fin 2002 et auquel la commune avait transféré un certain nombre de ses compétences, dans les conditions déterminées par le code général des collectivités territoriales.
Elle a quitté cette intercommunalité en décembre 2003 pour rejoindre la communauté de communes Sausseron Impressionnistes, puis en 2016 la  communauté de communes Vexin Centre, dont elle est désormais membre.

### Liste des maires
| Période                                  | Période  | Identité         | Étiquette | Qualité |
| ---------------------------------------- | -------- | ---------------- | --------- | ------- |
| Les données manquantes sont à compléter. |          |                  |           |         |
| mars 2001                                | mai 2020 | Martine Baudin,  |           |         |
| mai 2020                                 | En cours | Isabelle Joncour |           |         |

## Population et société

### Démographie
L'évolution du nombre d'habitants est connue à travers les recensements de la population effectués dans la commune depuis 1793. Pour les communes de moins de 10 000 habitants, une enquête de recensement portant sur toute la population est réalisée tous les cinq ans, les populations de référence des années intermédiaires étant quant à elles estimées par interpolation ou extrapolation. Pour la commune, le premier recensement exhaustif entrant dans le cadre du nouveau dispositif a été réalisé en 2007.

En 2022, la commune comptait 370 habitants, en évolution de +6,02 % par rapport à 2016 (Val-d'Oise : +4 %, France hors Mayotte : +2,11 %).
| 1793 | 1800 | 1806 | 1821 | 1831 | 1836 | 1841 | 1846 | 1851 |
| ---- | ---- | ---- | ---- | ---- | ---- | ---- | ---- | ---- |
| 296  | 307  | 325  | 328  | 300  | 300  | 292  | 298  | 253  |

| 1856 | 1861 | 1866 | 1872 | 1876 | 1881 | 1886 | 1891 | 1896 |
| ---- | ---- | ---- | ---- | ---- | ---- | ---- | ---- | ---- |
| 247  | 245  | 255  | 251  | 237  | 221  | 220  | 240  | 244  |

| 1901 | 1906 | 1911 | 1921 | 1926 | 1931 | 1936 | 1946 | 1954 |
| ---- | ---- | ---- | ---- | ---- | ---- | ---- | ---- | ---- |
| 231  | 230  | 222  | 251  | 244  | 224  | 202  | 202  | 188  |

| 1962 | 1968 | 1975 | 1982 | 1990 | 1999 | 2006 | 2007 | 2012 |
| ---- | ---- | ---- | ---- | ---- | ---- | ---- | ---- | ---- |
| 153  | 175  | 233  | 266  | 317  | 366  | 339  | 335  | 339  |

| 2017 | 2022 | - | - | - | - | - | - | - |
| ---- | ---- | - | - | - | - | - | - | - |
| 352  | 370  | - | - | - | - | - | - | - |

## Culture locale et patrimoine

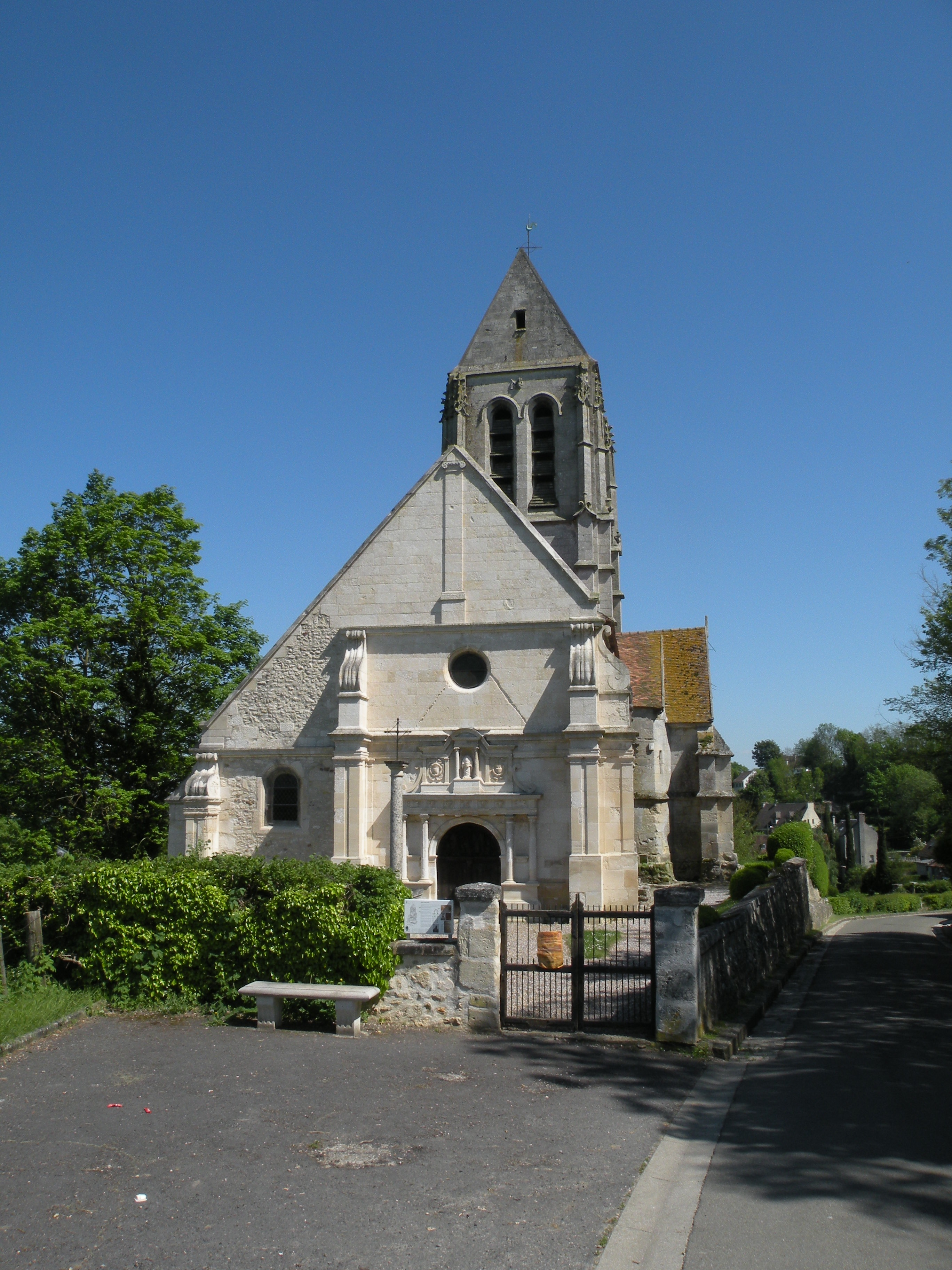
Église Saint-Denis.

### Lieux et monuments

#### Monument historique
Berville compte un  monument historique sur son territoire : 
- Église Saint-Denis, rue d'Heurcourt (classée monument historique en 1920[23])

D'orientation nord-ouest - sud-est, cette église réunissant trois styles architecturaux différents suit un plan cruciforme, avec un unique bas-côté au nord-est de la nef. Cette dernière se compose de trois grandes travées rectangulaires et est de style Renaissance, édifiée entre 1547 et 1559 sous l'impulsion du seigneur local, René de Bucy. Entretenant de bons rapports avec Anne de Montmorency et sollicite donc également les services de Jean Goujon, architecte du roi ayant travaillé sur le château d'Écouen. Goujon donne à l'église une façade remarquable, cantonnée de trois contreforts aux formes élégantes ornés de pilastres et terminées par des ailerons, et un portail plein cintre sous un arc de triomphe. Deux colonnes cannelées supportent une métope sur laquelle alternent triglyphes et masques sculptées.
En dessus, se trouve une petite niche avec la statue de saint Denis, portant sa tête entre ses mains. Elle est flanquée de deux colonnes corinthiennes puis de deux bas-reliefs décoratifs à gauche et à droite, l'ensemble s'inscrivant dans un entablement.
Le mur latéral sud-ouest de la nef est doté des mêmes contreforts que la façade. Du côté opposé, un même toit recouvre nef et bas-côté. Le clocher en bâtière carré se dresse au-dessus de la croisée du transept et présente presque la même largeur que la nef. Tout comme le transept, il provient d'une campagne de construction précédente, réalisée vers 1520 dans le style gothique flamboyant. Le transept est assez sobre, mais les contreforts du clocher, deux par angle, sont agrémentés d'un décor sculpté à la hauteur des baies abat-son, évoquant des pinacles.
Les baies abat-son, au nombre de deux par face, sont des ogives surbaissées. Quant au chœur gothique, il représente la partie la plus ancienne de l'église et remonte au XIIIe siècle. Il se compose de deux travées, dont un comportant le chevet à cinq pans. Les baies sont des lancettes simples,.
On peut également signaler :
- Colombier de la ferme du Coudray, en écart au nord du village, sur la RD 105

De forme cylindrique, il mesure 12 m de haut pour un diamètre de 7,20 m. Les façades sont rythmées par des chaînages verticaux en pierre de taille, et les deux étages sont visuellement séparés par un larmiers. 
Le rez-de-chaussée est percée d'une porte basse en plein cintre, et l'étage possède une fenêtre avec une pierre d'envol. Le toit conique est doté d'une lucarne en pierre de taille. Toujours en activité, l'intérieur du pigeonnier contient mille boulins en torchis, et une échelle pivotante autour d'un arbre central permet d'atteindre les alvéoles et de dénicher les pigeonneaux. La ferme du Coudray était une dépendance du château Hénonville.
- Calvaire devant l'église : Il s'agit de l'ancienne croix de cimetière.
- Croix de chemin, rue d'Heurcourt : cette croix ajourée en fonte date du XIXe siècle et est orné de motifs végétaux. Elle ne comporte pas de statuette du Christ[25].
- Lavoir des Jorets, rue des Jorets, au nord de l'église

Il se situe en dessous du niveau de la rue et est desservi par un court escalier en moellons. La source alimentant le bassin en eau est abritée dans un petit édicule séparé au pied de l'escalier. Un terre-plein pavée dédié aux lavandières jouxte le bassin à gauche et à l'arrière ; à l'avant, il est délimité par le talus de la rue, et à droite, par un mur de soutènement. Le toit en appentis protégeant l'espace à l'arrière du bassin s'appuie contre un autre mur de soutènement plus élevé, et possède deux piliers en bois aux deux extrémités du bassin.
- Lavoir couvert, rue d'Heurcourt

Ce lavoir est établi sur le ru de la Soissonne naissant. Son abri est constituée d'un toit en appentis et de deux parois en lattes.
- Ancien grenier à sel

Il a été transformé en remise pour la pompe à incendie et le corbillard, et sert aujourd'hui aux services techniques municipaux.
- Buttes de Rosne.

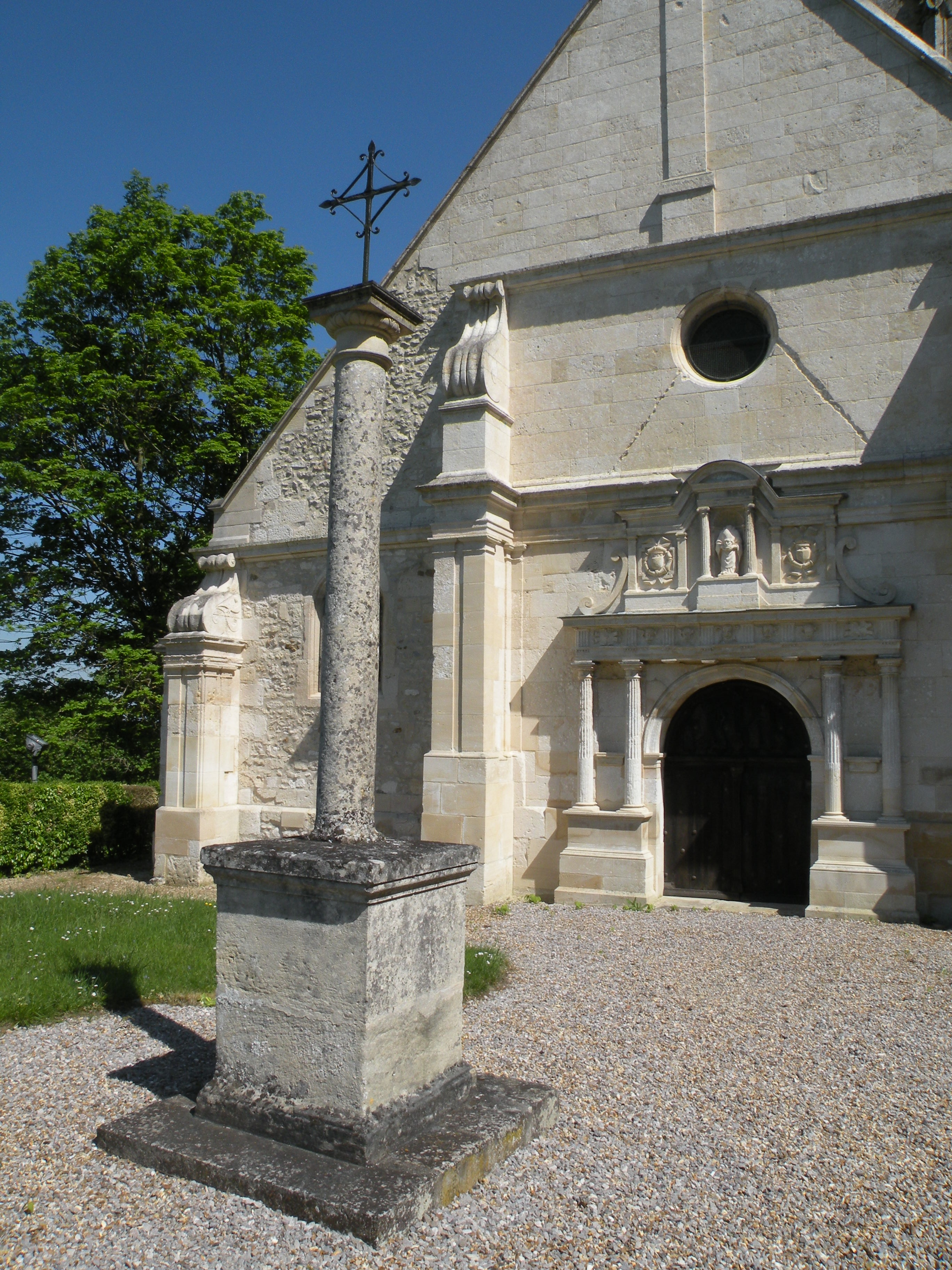
Calvaire devant l'église.
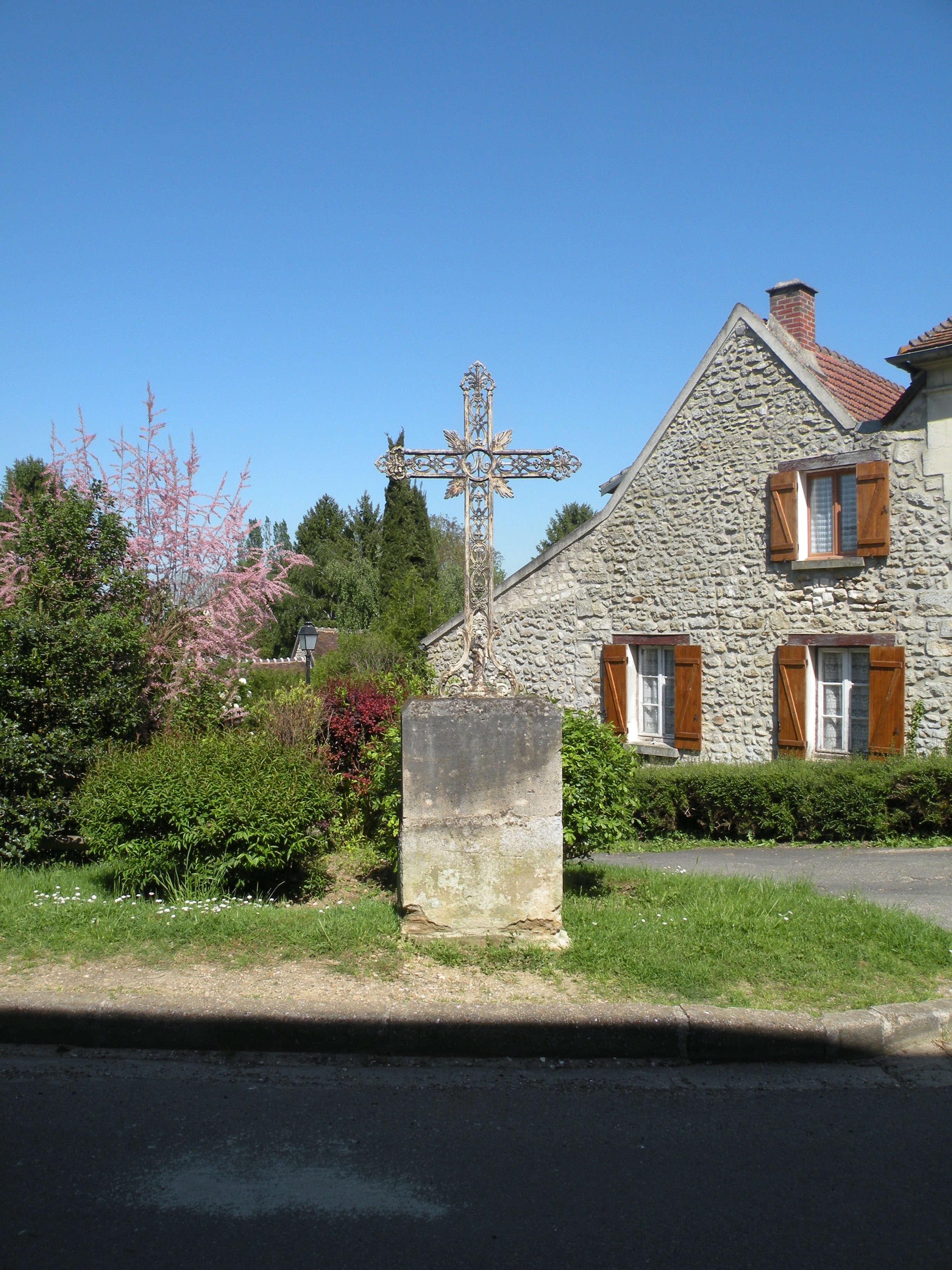
Croix de chemin.
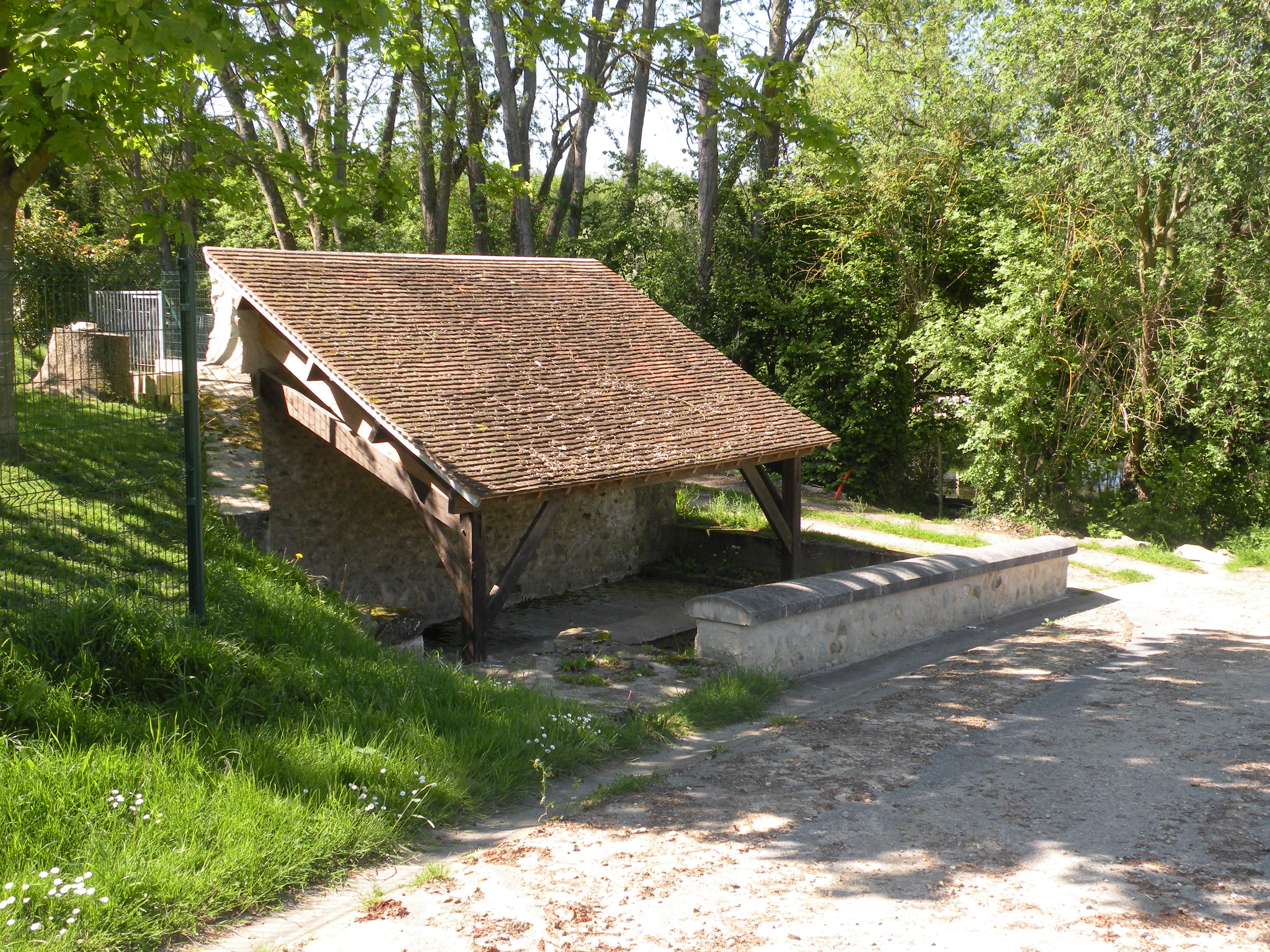
Lavoir de la rue des Jorets.
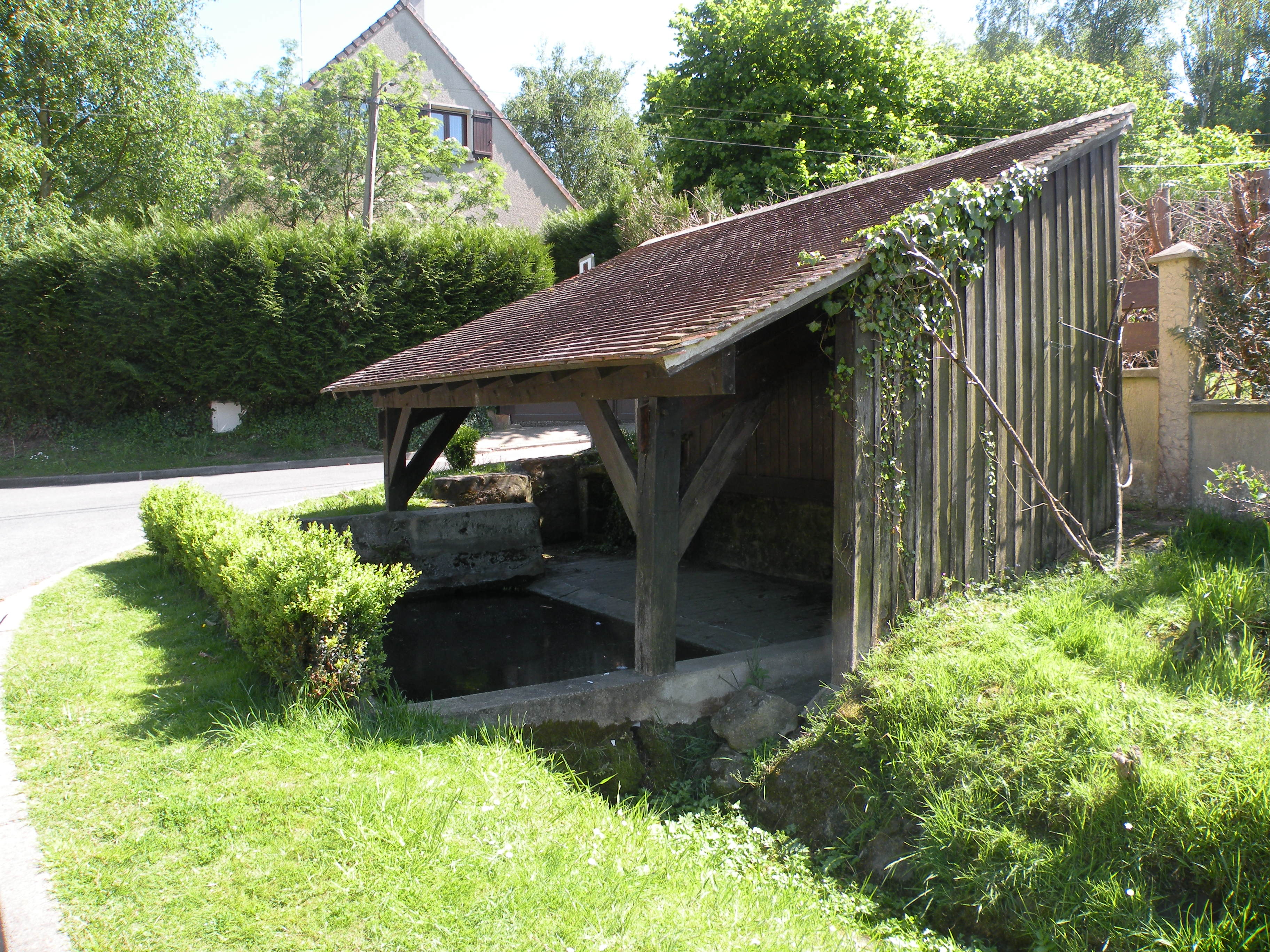
Lavoir de la rue d'Heurcourt.
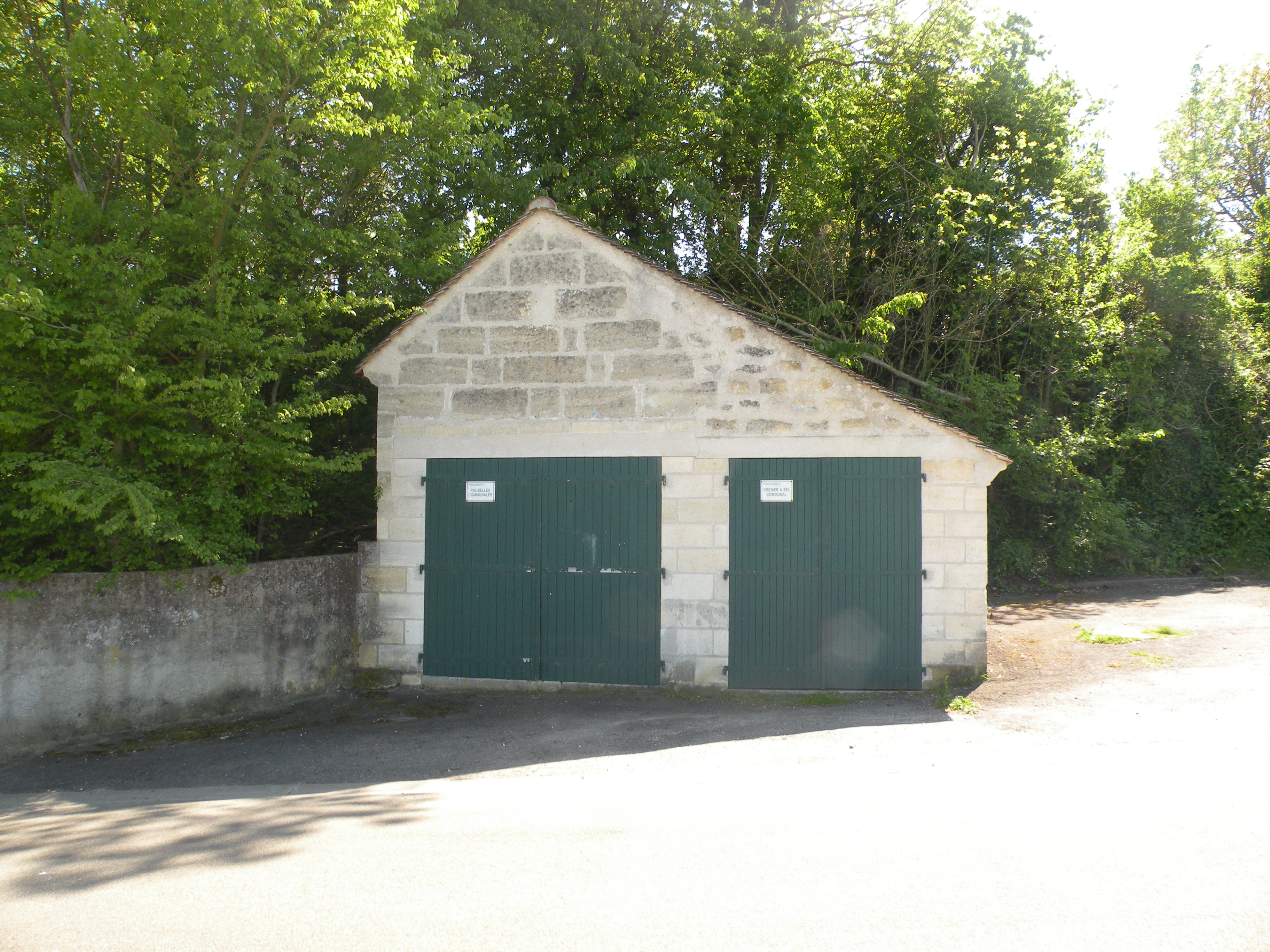
Grenier à sel.